# Teyl
Teyl is een geslacht van spinnen uit de familie van de Anamidae.
Teyl werd in 1975 beschreven door Main.

## Soorten
Teyl omvat de volgende soorten:
- Teyl beaufortia Rix, Wilson & Harvey, 2023
- Teyl brydensis Rix, Wilson & Harvey, 2023
- Teyl caurinus Rix, Wilson & Harvey, 2023
- Teyl damsonoides (Main, 1983)
- Teyl danksi Rix, Wilson & Harvey, 2023
- Teyl faceyi Rix, Wilson & Harvey, 2023
- Teyl harveyi Main, 2004
- Teyl heuretes Huey, Rix, Wilson, Hillyer & Harvey, 2019
- Teyl howensis Rix, Wilson & Harvey, 2023
- Teyl humphreysi Rix, Wilson & Harvey, 2023
- Teyl ignicans Rix, Wilson & Harvey, 2023
- Teyl kwonganensis Rix, Wilson & Harvey, 2023
- Teyl lengae Rix, Wilson & Harvey, 2023
- Teyl loxleyae Rix, Wilson & Harvey, 2023
- Teyl luculentus Main, 1975
- Teyl melindae Rix, Wilson & Harvey, 2023
- Teyl meridionalis Rix, Wilson & Harvey, 2023
- Teyl nadineae Rix, Wilson & Harvey, 2023
- Teyl narrikupensis Rix, Wilson & Harvey, 2023
- Teyl regalis Rix, Wilson & Harvey, 2023
- Teyl safferae Rix, Wilson & Harvey, 2023
- Teyl sampeyae Rix, Wilson & Harvey, 2023
- Teyl tealei Rix, Wilson & Harvey, 2023
- Teyl undulites Rix, Wilson & Harvey, 2023
- Teyl vancouveri (Main, 1985)
- Teyl walkeri Main, 2004
- Teyl yeni Main, 2004